# Tinoi Christie
Tinoi Christie (Port Moresby, Papúa Nueva Guinea, 29 de febrero de 1976) es un exfutbolista de Nueva Zelanda nacido en Papúa Nueva Guinea que jugaba en la posición de centrocampista.

## Carrera

### Club
| Periodo   | Club                |
| --------- | ------------------- |
| 1996      | Miramar Rangers     |
| 1997-1998 | Napier City Rovers  |
| 1999-2000 | Central United FC   |
| 2001-2002 | Basingstoke Town FC |
| 2002-2006 | Hillingdon Borough  |

### Selección nacional
Debutó con Nueva Zelanda el 25 de septiembre de 1997 en la derrota por 0-5 ante Indonesia en un partido amistoso entrando de cambio. Jugó en 15 partidos internacionales y anotó un gol, el cual fue en la Copa de las Naciones de la OFC 1998. Su último internacional fue el 15 de julio de 1999 en la derrota por 0-1 ante Egipto en un partido amistoso.

## Logros

### Club
- Liga Nacional de Nueva Zelanda (2): 1998, 1999

### Selección nacional
- Copa de las Naciones de la OFC (1): 1998